# Linda Ferrando
Linda Ferrando (* 12. Januar 1966) ist eine ehemalige italienische Tennisspielerin.

## Karriere
Ferrando bestritt ihr erstes Match auf der Profitour im Mai 1987 beim Sandplatzturnier in Rom, wo sie in der zweiten Runde gegen Claudia Kohde-Kilsch ausschied.
1990 erzielte sie ihr bestes Resultat bei einem Grand-Slam-Turnier, als sie im Achtelfinale der US Open stand. Von 1991 bis 1993 spielte sie für die italienische Fed-Cup-Mannschaft; sie konnte dabei je vier Siege und vier Niederlagen verbuchen.
1995 spielte sie ihr letztes Match auf der Damentour, als sie bei den Australian Open bereits in Runde eins scheiterte.

## Erfolge

### Einzel
| Nr. | Datum            | Turnier   | Kategorie   | Belag     | Finalgegnerin    | Ergebnis |
| --- | ---------------- | --------- | ----------- | --------- | ---------------- | -------- |
| 1.  | 13. Oktober 1986 | Rabac     | ITF $10.000 | Sand      | Renata Šašak     | 6:2 6:3  |
| 2.  | 29. Januar 1990  | Midland   | ITF $25.000 | Hartplatz | Mary Pierce      | 6:4, 6:1 |
| 3.  | 16. August 1993  | Arzachena | ITF $75.000 | Sand      | Kristin Godridge | 6:4, 6:4 |

### Doppel
| Nr. | Datum           | Turnier | Kategorie   | Belag           | Partnerin            | Finalgegnerinnen                    | Ergebnis      |
| --- | --------------- | ------- | ----------- | --------------- | -------------------- | ----------------------------------- | ------------- |
| 1.  | 21. Juli 1986   | Subiaco | ITF $10.000 | Hartplatz       | Stefania Dalla Valle | Nathalie Ballet Karine Quentrec     | 6:2, 0:6, 6:1 |
| 2.  | 13. April 1992  | Salerno | ITF $50.000 | Hartplatz       | Silvia Farina Elia   | Kirrily Sharpe Angie Woolcock       | 6:1, 6:4      |
| 3.  | 4. Oktober 1992 | Bayonne | WTA Tier IV | Teppich (Halle) | Petra Langrová       | Claudia Kohde-Kilsch Stephanie Rehe | 1:6, 6:3, 6:4 |